# Akio Watanabe
Akio Watanabe (渡辺 明夫 Watanabe Akio?) es un animador, ilustrador, diseñador de personajes, supervisor, director, artista dōjin japonés y miembro del círculo Pokopii (ぽこぴー?).

## Carrera
Watanabe nació el 27 de julio de 1969 en Tokio, Japón. Después de graduarse de una escuela especializada en animación, ingresó a Studio Hibari. Tras su retiro de la empresa, trabajó como autónomo antes de unirse a Frontwing.
A menudo se le asignan roles como diseñador de personajes y director de animación. Como animador, ha estado involucrado durante mucho tiempo en las obras dirigidas por Akiyuki Shinbo, incluso antes de centrarse en su trabajo en Shaft. Sus obras representativas incluyen The SoulTaker: Tamashii Gari y la serie Monogatari, como Bakemonogatari, en las que trabajó como director de animación general.
En el diseño de personajes para anime, a menudo utiliza el nombre Akio Watanabe (渡辺 明夫Akio Watanabe?), aunque en ocasiones firma como Akio Watanabe (渡辺 あきおAkio Watanabe?) (con una grafía alternativa en japonés). Como ilustrador y diseñador de personajes, también utiliza el seudónimo femenino Poyoyon♥Rock (ぽよよん♥ろっく?). Entre sus obras representativas bajo este nombre se encuentran el diseño de personajes para el anime Nurse Witch Komugi-chan Magikarte y la creación de ilustraciones clave para Popotan. Una de sus características distintivas es que a menudo dibuja a las chicas llevando una pulsera verde, semitransparente, en la muñeca, a la que él llama Poyo Ring.
Es el líder del círculo doujin llamado Pokopii (ぽこぴー?), donde publica obras originales y dōjinshi de segunda creación centrados en el estilo puni (diseños adorables y redondeados).
Su alter ego Poyoyon♥Rock tiene una fecha de cumpleaños distinta asignada, que es el 13 de julio, dos semanas antes de la fecha de nacimiento del autor.

## Trabajos

### Anime

#### Series de televisión
| Año  | Título                                                | Director(es)                      | Estudio                          | Funciones | Refs.         |
| ---- | ----------------------------------------------------- | --------------------------------- | -------------------------------- | --- | ------------- |
| 1987 | Bikkuriman                                            | Yukio Kaizawa                     | Toei Animation                   | Animación intermedia (#17, 20, 23, 29, 62, 69) | [ 10 ]        |
| 1989 | Shin Bikkuriman                                       | Yukio Kaizawa                     | Toei Animation                   | Animación intermedia (#1, 8, 28) Animación clave (#46, 58) | [ 11 ]        |
| 1990 | Magical★Tarurūto-kun                                  | Masahiko Ōkura Shigeyasu Yamauchi | Toei Animation                   | Animación clave (#2, 8, 14, 21, 26, 29, 32, 50, 56, 62, 68, 87)                                                                                                  | [ 12 ]        |
| 1992 | Super Bikkuriman                                      | Yukio Kaizawa                     | Toei Animation                   | Director de animación (#9, 17, 24, 33) Animación clave (#9, 17, 24, 33)                                                                                          | [ 13 ]        |
| 1992 | Mikan Enikki                                          | Noboru Ishiguro                   | Nippon Animation                 | Director de animación (#14, 23, 27) Animación clave (#14, 23, 27, 29)                                                                                            | [ 14 ]        |
| 1993 | Mukamuka Paradise                                     | Katsuyoshi Yatabe                 | Nippon Animation                 | Director de animación (#3, 8, 13, 18, 24, 30, 36, 42, 47) Animación clave (#3, 8, 18, 24, 30)                                                                    | [ 15 ]        |
| 1994 | Bishōjo Senshi Sailor Moon S                          | Kunihiko Ikuhara                  | Toei Animation                   | Animación clave (#31, 35) | [ 16 ]        |
| 1995 | Bishōjo Senshi Sailor Moon SuperS                     | Kunihiko Ikuhara                  | Toei Animation                   | Animación clave (#38) | [ 17 ]        |
| 1996 | Saber Marionette J                                    | Masami Shimoda                    | Studio Junio                     | Director de animación (#10, 18) Animación intermedia (#10) Animación clave (#10)                                                                                 | [ 18 ]        |
| 1999 | Soreyuke! Uchū Senkan Yamamoto Yōko                   | Akiyuki Simbo                     | J.C.Staff                        | Diseño de personajes Director de animación (#5, 15, 26) Animación clave (#3, 15, 26)                                                                             | [ 19 ]        |
| 1999 | Seraphim Call                                         | Tomomi Mochizuki                  | Sunrise                          | Director de animación (#11) | [ 20 ]        |
| 1999 | Di Gi Charat                                          | Hiroaki Sakurai                   | Madhouse                         | Animación clave | [ 21 ]        |
| 2001 | Grappler Baki                                         | Hitoshi Nanba                     | Group TAC                        | Animación clave | [ 22 ]        |
| 2001 | The SoulTaker: Tamashii Gari                          | Akiyuki Simbo                     | Tatsunoko Production             | Diseño de personajes Director jefe de animación Director de animación (#1, 13; OP) Animación (#8; ED) Animación clave (#7, 10-11, 13)                            | [ 23 ]        |
| 2002 | Princess Tutu                                         | Jun'ichi Satō Shōgo Kōmoto        | Hal Film Maker                   | Animación clave (#2, 26) | [ 24 ]        |
| 2002 | Kiddy Grade                                           | Keiji Gotō                        | Gonzo                            | Ilustración eyecatch (#11 (acreditado como Poyoyon♥Rock)) | [ 25 ]        |
| 2003 | Popotan                                               | Shin'ichirō Kimura                | Shaft                            | Diseño conceptual de personajes (acreditado como Poyoyon♥Rock)                                                                                                   | [ 26 ]        |
| 2005 | Magical Canan                                         | Masashi Abe                       | AIC ASTA                         | Diseño de personajes | [ 27 ]        |
| 2005 | Pani Poni Dash!                                       | Shin Ōnuma Akiyuki Simbo          | Shaft GANSIS                     | Dibujo principal (#24) | [ 28 ]        |
| 2006 | Higurashi no Naku Koro ni                             | Chiaki Kon                        | Studio Deen                      | Animación clave (#23) | [ 29 ]        |
| 2007 | Sayonara Zetsubō Sensei                               | Akiyuki Simbo                     | Shaft                            | Animación clave (#OP 1) | [ 30 ]        |
| 2008 | Akiba-chan                                            | Junya Okabe                       | Desconocido                      | Diseño de personajes | [ 31 ]        |
| 2009 | Fight Ippatsu! Jūden-chan!!                           | Shin'ichirō Kimura                | Studio Hibari                    | Animación clave (#5) | [ 32 ]        |
| 2009 | Bakemonogatari                                        | Akiyuki Simbo Tatsuya Oishi       | Shaft                            | Diseño de personajes Director jefe de animación Director de animación (#1-2, 8, 11-15) Animación clave (#1, 11-12)                                               | [ 33 ]        |
| 2010 | Ore no Imōto ga Konnani Kawaii Wake ga Nai            | Hiroyuki Kanbe                    | AIC Build                        | Ilustraciones de cierre (#9 (acreditado como Poyoyon♥Rock)) | [ 34 ]        |
| 2010 | Kami nomi zo Shiru Sekai                              | Shigehito Takayanagi              | Manglobe                         | Diseño de personajes | [ 35 ]        |
| 2011 | A-Channel                                             | Manabu Ono                        | Studio Gokumi                    | Animación clave (#10) | [ 36 ]        |
| 2011 | Dororon Enma-kun Meeramera                            | Yoshitomo Yonetani                | Brain's Base                     | Animación clave (#4) | [ 37 ]        |
| 2011 | Pretty Rhythm: Aurora Dream                           | Masakazu Hishida                  | Tatsunoko Production             | Diseño de personajes Animación clave (#ED 3) | [ 38 ]        |
| 2011 | Kami nomi zo Shiru Sekai II                           | Shigehito Takayanagi              | Manglobe                         | Diseño de personajes | [ 39 ]        |
| 2011 | Kaitō Tenshi Twin Angel: Kyunkyun☆Tokimeki Paradise!! | Yoshiaki Iwasaki                  | J.C.Staff                        | Ilustraciones de cierre (#3 (acreditado como Poyoyon♥Rock)) | [ 40 ]        |
| 2012 | Nisemonogatari                                        | Tomoyuki Itamura Akiyuki Simbo    | Shaft                            | Diseño de personajes Director jefe de animación Director de animación (#11) Ilustraciones de cierre (#11)                                                        | [ 41 ]        |
| 2012 | Pretty Rhythm: Dear My Future                         | Chan-Young Park Masakazu Hishida  | Tatsunoko Production Dongwoo A&E | Diseño de personajes | [ 42 ]        |
| 2012 | Haitai Nanafa                                         | Hiroshi Kimura                    | Passione                         | Ilustraciones de cierre (#1) | [ 43 ]        |
| 2013 | Monogatari Series Second Season                       | Akiyuki Simbo Tomoyuki Itamura    | Shaft                            | Diseño de personajes Director jefe de animación Director de animación (#11, 16; OP 1-2) Ilustración de fondo del patrocinador (#26) Ilustraciones de cierre (#4) | [ 44 ]        |
| 2013 | Kami nomi zo Shiru Sekai: Megami-hen                  | Satoshi Ōsedo                     | Manglobe                         | Diseño de personajes | [ 45 ]        |
| 2014 | Nisekoi                                               | Akiyuki Simbo Naoyuki Tatsuwa     | Shaft                            | Ilustraciones de cierre (#13 (acreditado como Poyoyon♥Rock)) | [ 46 ]        |
| 2014 | Pretty Rhythm: All Star Selection                     | Masakazu Hishida                  | Tatsunoko Production Dongwoo A&E | Diseño de personajes | [ 47 ]        |
| 2014 | PriPara                                               | Makoto Moriwaki                   | Tatsunoko Production Dongwoo A&E | Animación clave (#OP 1-2) | [ 48 ]        |
| 2014 | Grisaia no Kajitsu                                    | Tensho                            | 8-Bit                            | Diseño de personajes Director jefe de animación Director de animación (#OP, ED 3) Animación clave (#OP)                                                          | [ 49 ]        |
| 2015 | Etotama                                               | Fumitoshi Oizaki                  | Shirogumi Encourage Films        | Diseño de personajes | [ 50 ]        |
| 2015 | Grisaia no Rakuen                                     | Tensho                            | 8-Bit                            | Diseño de personajes Director jefe de animación (#1-2, 10; OP, ED 1, 3) Director de animación (#1-2, 10; OP, ED 1-2)                                             | [ 51 ]        |
| 2015 | Owarimonogatari I                                     | Akiyuki Simbo Tomoyuki Itamura    | Shaft                            | Diseño de personajes Director jefe de animación | [ 52 ]        |
| 2016 | Nurse Witch Komugi-chan R                             | Keiichiro Kawaguchi               | Tatsunoko Production             | Diseño de personajes | [ 53 ]        |
| 2016 | Ange Vierge                                           | Masafumi Tamura                   | Silver Link Connect              | Diseño de personajes | [ 54 ]        |
| 2017 | Owarimonogatari II                                    | Akiyuki Simbo Tomoyuki Itamura    | Shaft                            | Diseño de personajes Director jefe de animación | [ 55 ]        |
| 2017 | Sangatsu no Lion 2nd Season                           | Kenjirō Okada Akiyuki Simbo       | Shaft                            | Ilustraciones de cierre (#35) | [ 56 ]        |
| 2018 | Cardcaptor Sakura: Clear Card-hen                     | Morio Asaka                       | Madhouse                         | Animación clave (#22) | [ 57 ]        |
| 2019 | Zoku owarimonogatari                                  | Akiyuki Shinbo                    | Shaft                            | Diseño de personajes Director jefe de animación | [ 58 ]        |
| 2020 | Puella Magi Madoka Magica Side Story: Magia Record    | Doroinu Kenjirō Okada Varios      | Shaft                            | Animación clave (#1) | [ 59 ]        |
| 2020 | Nekopara                                              | Yasutaka Yamamoto                 | Felix Film                       | Ilustraciones de cierre (#11 (acreditado como Poyoyon♥Rock)) | [ 60 ]        |
| 2020 | 22/7                                                  | Takao Abo                         | A-1 Pictures                     | Diseño de personajes | [ 61 ]        |
| 2020 | Higurashi no Naku Koro ni Gō                          | Keiichiro Kawaguchi               | Passione                         | Diseño de personajes Director jefe de animación (#1-15, 17-24; OP) Supervisión de personajes (#ED 1-2)                                                           | [ 62 ]        |
| 2020 | Dragon Quest: Dai no Daibōken                         | Kazuya Karasawa                   | Toei Animation                   | Animación clave (#98) | [ 63 ]        |
| 2021 | Higurashi no Naku Koro ni Sotsu                       | Keiichiro Kawaguchi               | Passione                         | Diseño de personajes Director jefe de animación (#1, 3-4, 6, 9-15; OP) Supervisión de personajes (#ED)                                                           | [ 64 ]        |
| 2021 | Gyakuten Sekai no Denchi Shōjo                        | Masaomi Andō                      | Lerche                           | Diseño de personajes | [ 65 ]        |
| 2022 | RWBY: Hyousetsu Teikoku                               | Kenjirō Okada Toshimasa Suzuki    | Shaft                            | Director de animación (#2) | [ 66 ]        |
| 2023 | Oniichan wa Oshimai!                                  | Shingo Fuiji                      | Studio Bind                      | Director de episodio (#OP) Guionista gráfico (#OP) | [ 67 ]        |
| 2023 | 16bit Sensation: Another Layer                        | Takashi Sakuma                    | Silver                           | Director de episodio (#ED) Guionista gráfico (#ED) Animación (#ED)                                                                                               | [ 68 ]        |
| 2023 | Watashi no Shiawase na Kekkon                         | Takehiro Kubota                   | Kinema Citrus                    | Director de animación (#10) | [ 69 ]        |
| 2024 | Ranma ½                                               | Kōnosuke Uda                      | MAPPA                            | Animación clave (#10) | [ 70 ]        |
| 2025 | Grisaia: Phantom Trigger the Animation                | Kōsuke Murayama                   | Bibury Animation Studios         | Diseño de personajes Director jefe de animación | [ 71 ] [ 72 ] |

#### Películas
| Año  | Título                                                                                  | Director(es)                    | Estudio                      | Funciones                                                                            | Refs.  |
| ---- | --------------------------------------------------------------------------------------- | ------------------------------- | ---------------------------- | ------------------------------------------------------------------------------------ | ------ |
| 1989 | Majo no Takkyūbin                                                                       | Hayao Miyazaki                  | Studio Ghibli                | Animación intermedia                                                                 | [ 73 ] |
| 1991 | Magical★Tarurūto-kun: Moeru! Yūjō no Mahō Taisen                                        | Hiroyuki Kakudō                 | Toei Animation               | Animación clave                                                                      | [ 74 ] |
| 1992 | Magical★Tarurūto-kun: Sukisuki Takoyaki!                                                | Yukio Kaizawa                   | Toei Animation               | Animación clave                                                                      | [ 75 ] |
| 1995 | Bishōjo Senshi Sailor Moon SuperS: Sailor 9 Senshi Shūketsu! Black Dream Hole no Kiseki | Hiroki Shibata                  | Toei Animation               | Animación clave                                                                      | [ 76 ] |
| 1998 | Spriggan                                                                                | Hirotsugu Kawasaki              | Studio 4°C                   | Animación clave                                                                      | [ 77 ] |
| 2005 | Street Fighter Alpha: Generations                                                       | Ikuo Kuwana                     | A.P.P.P.                     | Animación clave                                                                      | [ 78 ] |
| 2014 | Pretty Rhythm Movie: All Star Selection - Prism Show☆Best Ten                           | Masakazu Hishida                | Tatsunoko Production 10Gauge | Diseño de personajes                                                                 | [ 79 ] |
| 2015 | PriPara Movie: Mi~nna Atsumare! Prism☆Tours                                             | Masakazu Hishida                | Tatsunoko Production         | Diseño de personajes                                                                 | [ 80 ] |
| 2016 | Kizumonogatari 1: Tekketsu-hen                                                          | Akiyuki Simbo Tatsuya Oishi     | Shaft                        | Diseño de personajes                                                                 | [ 81 ] |
| 2016 | PriPara Movie: Mi~nna no Akogare♪ Let's Go☆Prix Paris                                   | Makoto Moriwaki                 | Tatsunoko Production         | Animación clave                                                                      | [ 82 ] |
| 2016 | Kizumonogatari II: Nekketsu-hen                                                         | Akiyuki Simbo Tatsuya Oishi     | Shaft                        | Diseño de personajes                                                                 | [ 83 ] |
| 2017 | Kizumonogatari III: Reiketsu-hen                                                        | Akiyuki Simbo Tatsuya Oishi     | Shaft                        | Diseño de personajes                                                                 | [ 84 ] |
| 2017 | Uchiage Hanabi, Shita Kara Miru ka? Yoko Kara Miru ka?                                  | Akiyuki Simbo Nobuyuki Takeuchi | Shaft                        | Diseño de personajes Director de animación                                           | [ 85 ] |
| 2019 | Grisaia: Phantom Trigger the Animation                                                  | Tensho                          | Bibury Animation Studios     | Diseño de personajes Director jefe de animación Director de animación (#1-2; OP, ED) | [ 86 ] |
| 2020 | Grisaia: Phantom Trigger the Animation Stargazer                                        | Kosuke Murayama                 | Bibury Animation Studios     | Diseño de personajes Director jefe de animación                                      | [ 87 ] |

#### ONAs
Destaca papeles con funciones de dirección de series.
| Año  | Título                                 | Director(es)                      | Estudio          | Funciones                                                                                         | Refs.                |
| ---- | -------------------------------------- | --------------------------------- | ---------------- | ------------------------------------------------------------------------------------------------- | -------------------- |
| 2003 | Blame!                                 | Shintaro Inokawa                  | Group TAC        | Diseño de personajes (#1-2) Animación clave                                                       | [ 88 ]               |
| 2006 | Hoshizora Kiseki                       | Akio Watanabe Toshikazu Matsubara | CoMix Wave Films | Director Guionista Diseño de personajes Guionista gráfico Director de animación Diseño de colores | [ 89 ]               |
| 2006 | Kimi ga Nozomu Eien: Ayu Mayu Gekijō   | Satoshi Saga                      | Picture Magic    | Director de episodio (#5) Guionista gráfico (#5) Director de animación (#5) Animación clave (#5)  | [ 90 ]               |
| 2016 | Koyomimonogatari                       | Akiyuki Simbo Tomoyuki Itamura    | Shaft            | Diseño de personajes Director jefe de animación                                                   | [ 91 ]               |
| 2021 | Etotama: Nyankyaku Banrai              | Fumitoshi Oizaki                  | Shirogumi        | Diseño de personajes                                                                              | [ 92 ]               |
| 2024 | Monogatari Series Off & Monster Season | Akiyuki Simbo Midori Yoshizawa    | Shaft            | Diseño de personajes Director jefe de animación                                                   | [ 93 ] [ 94 ] [ 95 ] |

#### OVAs
Destaca papeles con funciones de dirección de series.
| Año  | Título                                        | Director(es)                                   | Estudio                              | Funciones                                                                   | Refs.   |
| ---- | --------------------------------------------- | ---------------------------------------------- | ------------------------------------ | --------------------------------------------------------------------------- | ------- |
| 1995 | 3x3 Eyes: Seima Densetsu                      | Kazuhisa Takenouchi                            | Studio Junio                         | Animación clave (#2)                                                        | [ 96 ]  |
| 1996 | Legend of Crystania                           | Ryūtarō Nakamura                               | Triangle Staff                       | Director de animación                                                       | [ 97 ]  |
| 1997 | Mahō Shōjo Meruru                             | Minekazu Hirade                                | Desconocido                          | Diseño de personajes                                                        | [ 98 ]  |
| 1997 | Pendant                                       | Yoshihiro Oka                                  | Studio Hibari                        | Diseño de personajes Director de animación Animación clave (#1)             | [ 99 ]  |
| 2000 | Tenshi Kinryōku                               | Kiyoko Sayama                                  | Hal Film Maker                       | Animación clave                                                             | [ 100 ] |
| 2000 | Court no Naka no Tenshi-tachi                 | Satoru Sumisaki                                | P core                               | Diseño de personajes originales (acreditado como Poyoyon♥Rock)              | [ 101 ] |
| 2001 | Kaette Kita Court no Naka no Tenshi-tachi     | Satoru Sumisaki                                | P core                               | Diseño de personajes originales (acreditado como Poyoyon♥Rock)              | [ 102 ] |
| 2002 | Nurse Witch Komugi-chan Magikarte             | Yasuhiro Takemoto                              | Kyoto Animation Tatsunoko Production | Diseño de personajes Animación clave (#OP)                                  | [ 103 ] |
| 2004 | Cossette no Shōzō                             | Akiyuki Simbo                                  | Daume                                | Animación clave                                                             | [ 104 ] |
| 2004 | Nurse Witch Komugi-chan Magikarte Z           | Hiroshi Matsuzono (#1) Yoshitomo Yonetani (#2) | Tatsunoko Production                 | Diseño de personajes Animación de cierre                                    | [ 105 ] |
| 2004 | Netrun-mon the Movie                          | Yūsuke Kamata                                  | Studio Hibari                        | Diseño de personajes (acreditado como Poyoyon♥Rock)                         | [ 106 ] |
| 2010 | Kami nomi zo Shiru Sekai: Flag 0              | Shigehito Takayanagi                           | Manglobe                             | Diseño de personajes                                                        | [ 107 ] |
| 2011 | Fairy Tail OVA                                | Shinji Ishihira                                | Satelight A-1 Pictures               | Guionista gráfico (#ED) Director de animación (#ED)                         | [ 108 ] |
| 2011 | Kami nomi zo Shiru Sekai: 4-nin to Idol       | Shigehito Takayanagi                           | Manglobe                             | Diseño de personajes                                                        | [ 109 ] |
| 2012 | Kami nomi zo Shiru Sekai: Tenri-hen           | Satoshi Ōsedo                                  | Manglobe                             | Diseño de personajes                                                        | [ 110 ] |
| 2013 | Magical☆Star Kanon 100%                       | Mitsuko Kase                                   | Manglobe                             | Diseño de personajes                                                        | [ 111 ] |
| 2014 | PeroPero☆Teacher                              | Akio Watanabe                                  | Desconocido                          | Director Diseño de personajes                                               | [ 112 ] |
| 2016 | Kubikiri Cycle: Aoiro Savant to Zaregotozukai | Akiyuki Simbo Yūki Yase                        | Shaft                                | Diseño de personajes Director jefe de animación Director de animación (#OP) | [ 113 ] |

#### Especiales
| Año  | Título                                           | Director(es)                   | Estudio                              | Funciones | Refs.   |
| ---- | ------------------------------------------------ | ------------------------------ | ------------------------------------ | --- | ------- |
| 2001 | The SoulTaker: Tamashii Gari - Komugi Daisakusen | Noriyaki Tetsura               | Tatsunoko Production                 | Diseño de personajes Director jefe de animación Guionista (#1) Director de episodios (#1-2) Guionista gráfico (#1-2) Director de animación (#1-2) | [ 114 ] |
| 2003 | Nurse Witch Komugi-chan Magikarte Special        | Yasuhiro Takemoto              | Kyoto Animation Tatsunoko Production | Diseño de personajes | [ 115 ] |
| 2012 | Nekomonogatari (Kuro)                            | Akiyuki Simbo Tomoyuki Itamura | Shaft                                | Diseño de personajes Director jefe de animación Animación clave (#1-4; OP)                                                                        | [ 116 ] |
| 2014 | Hanamonogatari                                   | Akiyuki Simbo Tomoyuki Itamura | Shaft                                | Diseño de personajes Director jefe de animación Director de animación (#ED)                                                                       | [ 117 ] |
| 2014 | Grisaia no Kajitsu Specials                      | Tensho                         | 8-Bit                                | Diseño de personajes Director jefe de animación                                                                                                   | [ 118 ] |
| 2014 | Tsukimonogatari                                  | Akiyuki Simbo Tomoyuki Itamura | Shaft                                | Diseño de personajes Director jefe de animación                                                                                                   | [ 119 ] |
| 2015 | Grisaia no Meikyū                                | Tensho                         | 8-Bit                                | Diseño de personajes Director jefe de animación                                                                                                   | [ 120 ] |

### Novelas ligeras
- Monogatari Series: Second Season - Shinbun Kōkoku Zenshū (escrita por Nishio Ishin; 2014)[121]
- Alice no Monogatari (escrita por Tadanori Kurashita; 2014)[122]
- Kanojo-tachi ga Tojiru Sekai (escrita por Naoki Hisaya; 2015)[123]
- Mazemonogatari (escrita por Nishio Ishin; 2016)[124]